# Златиборско језеро
Златиборско језеро је мало вештачко језеро, својеврстан декор туристичког насеља Краљеве Воде на Златибору, изграђено 1947. године, у самом центру насеља. Зову га и Златиборско море.
Дуго је 150 m, широко 50, a пуни га планински поток Обудовице. Лети се претвара у купалиште, могућа је вожња чамцима и педалинама, док се зими обично заледи, па је могуће клизање.
Простор око језера је поплочан. Ту су стазе за шетњу, клупе за одмор и високи борови. У близини језера се налазе тржни центар (са великим бројем продавница и ресторана), пошта, пијаца и аутобуска станица.